# Louis Hayes

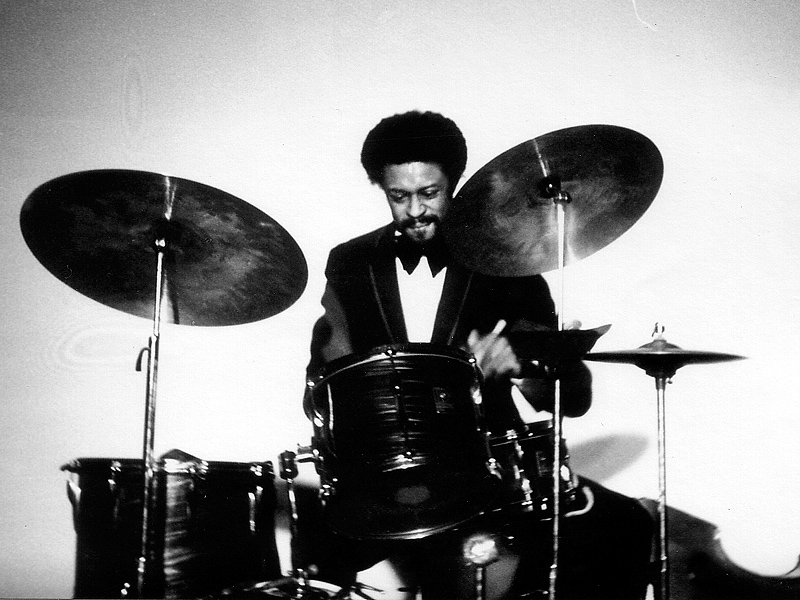
Louis Hayes, 1971

Louis Sedell Hayes (* 31. Mai 1937 in Detroit) ist ein US-amerikanischer Jazz-Schlagzeuger.

## Werdegang

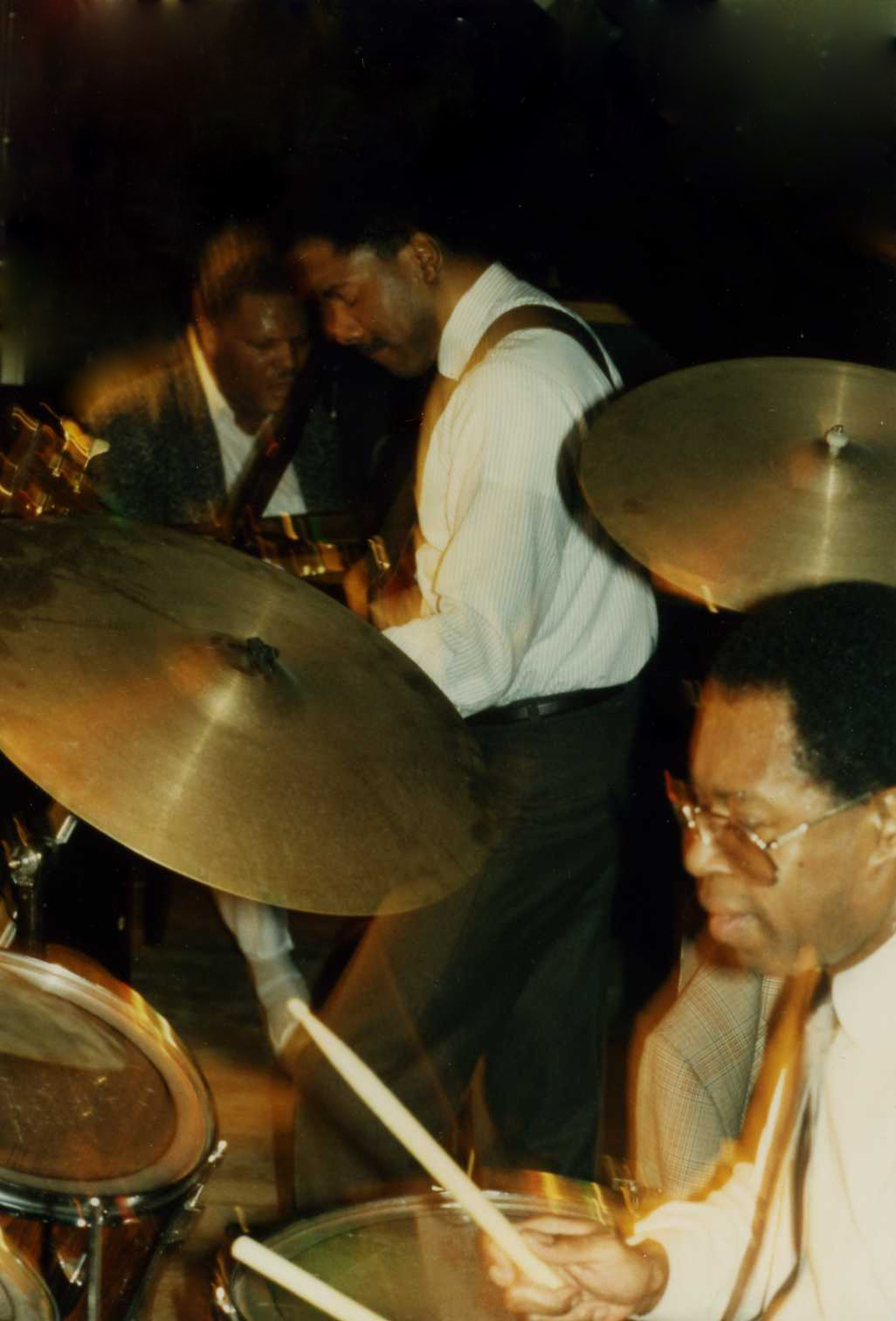
Hayes als Mitglied des McCoy Tyner Trios mit Avery Sharpe (Berlin 1987)

Hayes begann seine professionelle Laufbahn als Schlagzeuger 1955–1956 bei Yusef Lateef. Als der Jazzpianist Horace Silver einen Ersatz für Art Taylor suchte, empfahlen ihm seine Bandmitglieder Doug Watkins und Donald Byrd den achtzehnjährigen Schlagzeuger aus Detroit. Hayes blieb bis 1959 bei Silver und spielte mit dessen Quintett fünf Alben ein. 
Bis 1965 war Hayes Teil des Cannonball Adderley Quintetts und bis 1967 Mitglied des Oscar Peterson Trios. Außerdem spielte er auf den Musiklabeln Blue Note, Prestige, Riverside und anderen als Sideman von Musikern wie John Coltrane, Sonny Rollins, J. J. Johnson, Jackie McLean, Wes Montgomery, Cedar Walton, Dexter Gordon, Woody Shaw, George Benson, Freddie Hubbard, Joe Henderson und McCoy Tyner.
Seit den 1970er Jahren leitete er eine Anzahl eigener Gruppen, darunter ein Quintett mit Junior Cook und Woody Shaw. Daneben gehörten zu seinen Formationen Musiker wie der Saxophonist Abraham Burton, der Trompeter Riley Mullins, der Pianist David Hazeltine und der Kontrabassist Santi Debriano. Im Bereich des Jazz war er laut Tom Lord zwischen 1956 und 2017 an 273 Aufnahmesessions beteiligt.

## Auszeichnungen
Louis Hayes erhielt die Jazz Masters Fellowship für das Jahr 2023. Die mit jeweils 25.000 US-Dollar dotierte Anerkennung der staatlichen NEA-Stiftung ist die höchste Auszeichnung für Jazzmusiker in den USA.

## Diskografie (Auswahl)

### Als Bandleader
- Louis Hayes, 1960
- Breath of Life, 1974
- Ichi-Ban, 1976
- The Real Thing, 1977
- The Crawl, 1989
- Una Max, 1989
- Blue Lou, 1994
- Nightfall, 1994
- Light and Lively, 1994
- Louis At Large, 1996
- The Super Quartet, 2000
- Quintessential Lou, 2000
- The Candy Man, 2001
- The Time Keeper 2009
- Serenade for Horace (Blue Note, 2017)
- Crisis (Savant, 2021)
- Exactly Right! (Savant, 2023)

### Als Sideman
- Horace Silver: 6 Pieces of Silver (Blue Note, 1956)
- Horace Silver: The Stylings of Silver (Blue Note, 1957)
- Sonny Clark: Dial S for Sonny (Blue Note, 1957)
- Horace Silver: Further Explorations (Blue Note, 1958)
- Horace Silver: Finger Poppin‘ (Blue Note, 1959)
- Horace Silver: Blowin' the Blues Away (Blue Note, 1959)
- Nat Adderley: Work Song (Riverside, 1960)
- Montgomery Brothers: Montgomeryland (1958; Far Wes, Pacific Jazz, 1990)
- Wes Montgomery: Movin’ Along (Riverside, 1960)
- Kenny Drew: Undercurrent (Blue Note, 1960)
- Grant Green: Gooden's Corner (Blue Note, 1961)
- Grant Green: Oleo (Blue Note, 1962)
- Grant Green: Born to Be Blue (Blue Note, 1962)
- Cannonball Adderley: Nippon Soul (Riverside, 1963)
- Joe Henderson: The Kicker (Milestone, 1967)
- Dexter Gordon: Homecoming: Live at the Village Vanguard (Columbia, 1977)

### Musikbeispiele
- Horace Silver Quintet: Señor Blues auf YouTube
- Kenny Drew feat. Louis Hayes: Undercurrent auf YouTube
- Nat Adderley Quintet: Work Song auf YouTube
- Louis Hayes feat. Gregory Porter: Song for My Father auf YouTube